# Orașul în miniatură
Orașul în miniatură (titlu original: The Shrunken City, cunoscut și ca Shandar: The Shrunken City) este un film americano-românesc SF fantastic de aventuri de familie din 1998 regizat de Ted Nicolaou după un scenariu de Neal Marshall Stevens (menționat ca Benjamin Carr). Rolurile principale au fost interpretate de actorii Michael Malota, Agnes Bruckner, Jules Mandel și Steve Valentine. În alte roluri au interpretat Dorina Lazăr, Mihai Barangă, Silviu Biriș și Florin Kevorkian. A fost produs de Castel Film Romania, The Kushner-Locke Company și Pulsepounders și distribuit de Full Moon.
Doi copii adolescenți descoperă un oraș în miniatură într-un glob de sticlă îngropat sub un șantier. Ei trebuie să protejeze micuța civilizație din interior de vânătorii de extratereștri reptilieni care caută sursa sa eternă de energie.
O parte a distribuției a jucat într-un alt film cu un scenariu asemănător, Regatul secret, produs tot în 1998, la Castel Film Romania de Moonbeam Films.

## Prezentare
Doi tineri exploratori, Lori și George, descoperă un oraș în miniatură încapsulat într-un glob de sticlă și luptă pentru a-l proteja de invadatorii din altă lume. De sute de ani, micul oraș Shandar a rămas adormit sub Pământ. Dar când un proiect de excavare aduce orașul Shandar la suprafață, cei doi încearcă să-l privească mai îndeaproape. Deodată, orașul adormit a prins viață. Dar o echipă de creaturi misterioase dintr-o altă dimensiune par gata să-l distrugă pentru totdeauna. Între timp, după ce au fost transportați magic în Shandar, George și Lori se împrietenesc cu amabilul Prime, cel care protejează orașul. Acum, dacă Shandar nu își recapătă puterea, se va extinde în curând la dimensiunea inițială. Dacă se întâmplă asta, ar însemna distrugerea completă nu numai a lui Shandar, ci și a casei lui George și Lori. Într-o aventură contratimp, cei doi copii pornesc într-o misiune pentru a salva orașul în miniatură.

## Distribuție
- Agnes Bruckner - Lori
- Michael Malota - George
- Jules Mandel - Prime
- Steve Valentine - Ood Leader
- Ray Laska - Lieutenant Morgan
- Dorina Lazar - Ramona
- Christopher Landry - Sergeant Bobby
- Lula Malota - George's Mom
- Andreea Măcelarul - Lori's Mom
- Ion Haiduc - Truck Driver
- Mihai Baranga - Ood Soldier
- Silviu Biriș - Ood Soldier
- Florin Kevorkian - Ood Soldier
- Lucian Pavel - Ood Soldier
- Mihail Niculescu - Mr. Manilo
- Petre Moraru - Tony
- Șerban Celea - Construction Foreman
- Mihai Cibu - Museum Staff
- Lelia Ciobutaru - Museum Staff
- Aristița Diamandi - Museum Staff
- Julius Liptac - Museum Staff
- Clara Vodă - Museum Staff
- Dan Astileanu - 	Police Officer
- Mihai Bisericanu - 	Police Officer
- Cristian Șofron - 	Police Officer
- Sorin Cociș - Construction Worker
- Constantin Florescu - Construction Worker
- Șerban Pavlu - Construction Worker
- Florin Chiriac - Environmentalist
- Crenguța Hariton - Environmentalist